# Blepharocosta subsolana
Blepharocosta subsolana är en insektsart som beskrevs av Taylor 1992. Blepharocosta subsolana ingår i släktet Blepharocosta och familjen rundbladloppor. Inga underarter finns listade i Catalogue of Life.